# يحيى الشهري (لاعب كرة قدم مواليد 1990)

ظهور يحيى الشهري في غلاف لعبة فيديو المسمى فيفا 15

يحيى سليمان الشهري، لاعب كرة قدم سعودي ولد في 26 يونيو 1990 في الدمام، السعودية يلعب حالياً في نادي الرائد، وقد غادر من صفوف نادي النصر بتغريدة من الحساب الرسمي لنادي مساء يوم الاثنين الموافق 31 / 05 / 2021م بمغادرة اللاعب يحيى الشهري من صفوف الفريق الأول والذي انتهت علاقته مع ⁧النادي⁩ بشكل رسمي، وذلك عبر ممر شرفي كتقدير له على ما قدمه مع النصر طوال الـ 8 مواسم الماضية، وحالياً لديه عروض من انديه كبيرة لم تحسم بعد ويلعب في مركز الوسط وكان قد إنتقل إلى النصر السعودي من نادي الاتفاق مقابل 48 مليون ريال سعودي في ثاني أكبر صفقة في تاريخ كرة القدم السعودية بعد صفقة انتقال المهاجم نايف هزازي من الشباب إلى النصر.

## نشأته والتعليم
ولد يحيى الشهري في الدمام بالمنطقة الشرقية، انتقل بعد ذلك إلى الرياض. ويحتل الترتيب السادس بين أفراد أسرته، وشقيقه محمد الشهري لاعب سابق في شباب وأولمبي الأتفاق، وأيضاً شقيقه الأكبر علي الشهري لاعب سابق في الأتفاق والأتحاد والقادسية السعودي وحالياً في النهضة السعودي، وفي عام 2009 تخرج يحيى الشهري من مدرسة القلاف الأهلية الثانوية وتخرج منها بامتياز بنسبة عالية.

## مسيرته الكروية
استخرجه المدربان الوطنيان أحمد الحنفوش وسمير هلال وتدرج من البراعم ثم الناشئين وفريق الشباب وظهر بالفريق الأول في دوري المحترفين السعودي موسم 2009–10 مع فريق نادي الاتفاق السعودي قبل أن ينتقل في 2013 إلى نادي النصر السعودي في صفقة تاريخية تجاوزت 48مليون ريال سعودي كأغلى صفقة في تاريخ كرة القدم السعودية.ويمتاز اللاعب يحيى الشهري بالمهارات الفردية العالية والتمريرات المتقنة ومساهماته الكبيرة في صناعة الأهداف إلى زملائه ناهيك عن تسجيله الأهداف وامتيازه بالمراوغة السريعة.

## مشاركته مع المنتخب
شارك مع جميع فئات المنتخب السعودي، ناشئين، شباب، والمنتخب الأول، وكان أول ظهور له مع المنتخب السعودي الأول في المباراة الودية التي جمعت بين المنتخب السعودي والمنتخب التونسي في 14 أكتوبر 2009 وشارك في خليجي 20 وخليجي 21 مع المنتخب السعودي الأول.

## إحترافه في إسبانيا
أعلنت هيئة الرياضة السعودية عن رحيل 9 لاعبين للتواجد في اسبانيا والانضمام لأندية مختلفة في الدوري الاسباني ودوري الدرجة الأولى من أجل اعدادهم لكأس العالم 2018 في روسيا.
وتتواجد المملكة العربية السعودية في المجموعة الأولى مع منتخبات روسيا ومصر وأوروجواي بالمونديال الروسي 2018.
وشهدت المملكة حضور 25 عضوا من أعضاء رابطة «لا ليجا» الإسبانية مراسم توقيع إعارة اللاعبين السعوديين، وذلك في خطوة احترافية فريدة من نوعها.
وسبق وتم الإعلان عن شراكة لتطوير الكرة السعودية بمشاركة الهيئة العامة للرياضة والاتحاد السعودي لكرة القدم ورابطة لا ليجا الإسبانية.
ومن المقرر أن يتواجد 9 لاعبين من الدوري السعودي في اعارة لنهاية الموسم مع انديتهم قبل التواجد في معسكرات المنتخب السعودي استعدادا للمونديال.
وانتقل فهد المولد لاعب الاتحاد السعودي لصفوف ليفانتي، وسالم الدوسري لصفوف فياريال، ويحيى الشهري لصفوف ليجانيس وعبد المجيد الصليهم لصفوف رايو فايكانو، ونوح الموسى لصفوف بلد الوليد.
وانضم جابر عيسى لصفوف فياريال «ب»، ومروان عثمان بليجانيس «ب»، وعبد الله الحمدان في سبورتينج خيخون، وأخيراً علي النمر لنومانسيا.

## الجوائز
- أفضل لاعب سعودي 2009 حسب تصويت موقع صدى الملاعب.
- المركز الثاني بجائزة التمييز أفضل لاعب سعودي 2011
- أكثر لاعب صنع اهداف في المسابقات السعودية عام 2013-2014

## الاحصائيات في بطولة الدوري السعودي
| نادي الاتفاق | لعب | صنع | سجل |
| ------------ | --- | --- | --- |
| 2009-2010    | 21  | 1   | 1   |
| 2010-2011    | 23  | 4   | 4   |
| 2011-2012    | 18  | 6   | 1   |
| 2012-2013    | 22  | 5   | 1   |
| المجموع      | 84  | 16  | 7   |

## بطولاته

### النصر
- الدوري السعودي:
  - البطل (3): 2014." 2015. 2019.
- كأس ولي العهد:
  - البطل (1): 2014.
- كأس السوبر:
  - البطل (2): 2020. 2021

## وصلات خارجية
- يحيى الشهري على موقع الاتحاد الدولي (مؤرشف)  (الإنجليزية)
- يحيى الشهري على موقع إي إس بي إن إف سي (الإنجليزية)
- يحيى الشهري على موقع قاعدة بيانات كرة القدم.إي يو (الإنجليزية)
- يحيى الشهري على موقع ناشيونال فوتبول تيمز (الإنجليزية)
- يحيى الشهري على موقع Soccerway.com (الإنجليزية)
- يحيى الشهري على موقع عالم كرة القدم.نت (الإنجليزية)
- الصفحة الرسمية لـ يحيى الشهري على الفيس بوك  على فيسبوك.
- الموقع الرسمي للكابتن يحيى الشهري
- Al-Shehri, Yahya